# مارکو جامپائولو
مارکو جامپائولو (ایتالیایی: Marco Giampaolo؛ زادهٔ ۲ اوت ۱۹۶۷) بازیکن سابق و سرمربی کنونی فوتبال اهل ایتالیا است.